# Vuelta Ciclista del Uruguay 1956
La 13ª edición de la Vuelta Ciclista del Uruguay se desarrolló entre el 24 de marzo y el 1 de abril de 1956.
Juan Bautista Tiscornia se proclamó vencedor, luego de disputar las 9 etapas y cerrando el quinquenio para el Club Atlético Peñarol.
Walter Moyano (con 22 años), se coloca por primera vez en las posiciones de honor al culminar segundo.

## Etapas
| Etapa     | Fecha       | Recorrido                     | Km         | Ganador de la etapa                | Líder de la clasificación general |
| 1.ª etapa | 24 de marzo | Montevideo-Canelones-San José | 163        | Teodoro Pastrana (Fénix)           | Teodoro Pastrana (Fénix)          |
| 2.ª etapa | 25 de marzo | San José-Trinidad-Durazno-    | 169.6      | Alberto Camilo Velázquez (Peñarol) | Eduardo Puertollano (Peñarol)     |
| 3.ª etapa | 26 de marzo | Durazno-Florida               | 93         | Mario González (Punta del Este)    | Eduardo Puertollano (Peñarol)     |
| 4.ª etapa | 27 de marzo | Florida-Minas                 | 202        | Duilio Cerrutti (Marconi)          | Mario González (Punta del Este)   |
| 5.ª etapa | 28 de marzo | Minas-Treinta y Tres          | 175        | Sergio Frausín (Olimpia)           | José María Ibarra (Peñarol)       |
| 6.ª etapa | 29 de marzo | Treinta y Tres-Rocha          | 183        | Rodolfo Piotto (Olimpia)           | Rodolfo Piotto (Olimpia)          |
| 7.ª etapa | 30 de marzo | Rocha-Maldonado               | 97         | Eduardo Puertollano (Peñarol)      | Rodolfo Piotto (Olimpia)          |
| 8.ª etapa | 31 de marzo | Circuito en Punta del Este    | 67.2 (CRI) | Walter Moyano (Punta del Este)     | Juan Bautista Tiscornia (Peñarol) |
| 9.ª etapa | 1 de abril  | Punta del Este-Montevideo     | 193.5      | José María Ibarra (Peñarol)        | Juan Bautista Tiscornia (Peñarol) |

## Clasificaciones finales
| \| 1. \| Juan Bautista Tiscornia \| Uruguay \| Peñarol Uruguay \| 40h 08' 19s \| \| 2. \| Walter Moyano \| Uruguay \| Punta del Este Uruguay \| a 2' 47" \| \| 3. \| Mario González \| Uruguay \| Punta del Este Uruguay \| a 6' 45" \| \| 4. \| Rodolfo Piotto \| Uruguay \| Olimpia Uruguay \| a 8' 46" \| \| 5. \| José María Ibarra \| Uruguay \| Peñarol Uruguay \| a 9' 36" \| \| 6. \| Américo Benítez \| Uruguay \| Las Palmas Uruguay \| a 12' 01" \| \| 7. \| Eduardo Puertollano \| Uruguay \| Peñarol Uruguay \| a 13' 09" \| \| 8. \| Pedro Lartegui \| Uruguay \| Fed. de Treita y Tres Uruguay \| a 13'28" \| \| 9. \| Héctor Castro \| Uruguay \| U.C. Maragata Uruguay \| a 15' 08" \| \| 10. \| Teodoro Pastrana \| Uruguay \| Fénix Uruguay \| a 16' 05" \| |                         |         |                               |             |
| 1. | Juan Bautista Tiscornia | Uruguay | Peñarol Uruguay               | 40h 08' 19s |
| 2. | Walter Moyano           | Uruguay | Punta del Este Uruguay        | a 2' 47"    |
| 3. | Mario González          | Uruguay | Punta del Este Uruguay        | a 6' 45"    |
| 4. | Rodolfo Piotto          | Uruguay | Olimpia Uruguay               | a 8' 46"    |
| 5. | José María Ibarra       | Uruguay | Peñarol Uruguay               | a 9' 36"    |
| 6. | Américo Benítez         | Uruguay | Las Palmas Uruguay            | a 12' 01"   |
| 7. | Eduardo Puertollano     | Uruguay | Peñarol Uruguay               | a 13' 09"   |
| 8. | Pedro Lartegui          | Uruguay | Fed. de Treita y Tres Uruguay | a 13'28"    |
| 9. | Héctor Castro           | Uruguay | U.C. Maragata Uruguay         | a 15' 08"   |
| 10. | Teodoro Pastrana        | Uruguay | Fénix Uruguay                 | a 16' 05"   |

| \| 1. \| Peñarol \| Uruguay \| 120h 35' 16s \| \| 2. \| C.A. Olimpia \| Uruguay \| a 34' 15s \| \| 3. \| Policial \| Uruguay \| a 1h 13' 01s \| \| 4. \| River (Fray Bentos) \| Uruguay \| a 2h 57' 40s \| \| 5. \| Federación de Treinta y Tres \| Uruguay \| a 2h 01' 01s \| |                              |         |              |
| 1. | Peñarol                      | Uruguay | 120h 35' 16s |
| 2. | C.A. Olimpia                 | Uruguay | a 34' 15s    |
| 3. | Policial                     | Uruguay | a 1h 13' 01s |
| 4. | River (Fray Bentos)          | Uruguay | a 2h 57' 40s |
| 5. | Federación de Treinta y Tres | Uruguay | a 2h 01' 01s |